# Shi Tingmao
Shi Tingmao (Chongqing, 31 augustus 1991) is een Chinese schoonspringster. Ze vertegenwoordigde haar vaderland op de Olympische Zomerspelen 2016 in Rio de Janeiro.

## Carrière
Bij haar internationale debuut, op de Aziatische Spelen 2010 in Guangzhou, veroverde Shi de zilveren medaille op de driemeterplank. Op de driemeterplank synchroon legde ze samen met Wang Han beslag op de gouden medaille. Op de wereldkampioenschappen schoonspringen 2011 in Shanghai werd de Chinese wereldkampioene op de eenmeterplank.

### 2013-2016
Tijdens de wereldkampioenschappen schoonspringen 2013 in Barcelona sleepte ze samen met Wu Minxia de wereldtitel in de wacht op de driemeterplank synchroon. In Incheon nam Shi deel aan de Aziatische Spelen 2014. Op dit toernooi behaalde ze de gouden medaille op de eenmeterplank; op de driemeterplank synchroon veroverde ze samen met Wu Minxia de gouden medaille. Op de wereldkampioenschappen schoonspringen 2015 in Kazan werd ze wereldkampioene op de driemeterplank, op de eemeterplank legde ze beslag op de zilveren medaille. Samen met Wu Minxia prolongeerde ze de wereldtitel op de driemeterplank synchroon. Tijdens de Olympische Zomerspelen van 2016 in Rio de Janeiro sleepte de Chinese de gouden medaille in de wacht op de driemeterplank, samen met Wu Minxia behaalde ze de gouden medaille op de driemeterplank.

### 2017-heden
In Boedapest nam Shi deel aan de wereldkampioenschappen schoonspringen 2017. Op dit toernooi prolongeerde ze de wereldtitel op de driemeterplank, op de driemeterplank synchroon werd ze, samen met Chang Yani, voor de derde keer op rij wereldkampioene op de driemeterplank synchroon. Tijdens de Aziatische Spelen 2018 in Jakarta veroverde ze de gouden medaille op de driemeterplank, op de driemeterplank synchroon sleepte ze samen met Chang Yani de gouden medaille in de wacht. Tijdens de wereldkampioenschappen schoonspringen 2019 in werd de Chinese, samen met Wang Han, voor de vierde keer op rij wereldkampioene op de driemeterplank synchroon.

## Internationale toernooien
| Jaar | Olympische Spelen                                 | Wereldkampioenschappen                                      | Aziatische Spelen                                  |
| ---- | ------------------------------------------------- | ----------------------------------------------------------- | -------------------------------------------------- |
| 2010 |                                                   |                                                             | 3 meter · 3 m plank synchroon · Samen met Wang Han |
| 2011 |                                                   | 1 meter                                                     |                                                    |
| 2012 | geen deelname                                     |                                                             |                                                    |
| 2013 |                                                   | 3 meter synchroon · Samen met Wu Minxia                     |                                                    |
| 2014 |                                                   |                                                             | 1 meter · 3 meter synchroon · Samen met Wu Minxia  |
| 2015 |                                                   | 1 meter · 3 meter · 3 meter synchroon · Samen met Wu Minxia |                                                    |
| 2016 | 3 meter · 3 meter synchroon · Samen met Wu Minxia |                                                             |                                                    |
| 2017 |                                                   | 3 meter · 3 meter synchroon · Samen met Chang Yani          |                                                    |
| 2018 |                                                   |                                                             | 3 meter · 3 meter synchroon · Samen met Chang Yani |
| 2019 |                                                   | 3 meter synchroon · Samen met Wang Han                      |                                                    |